# ASA Târgu Mureș (1962)
Asociația Sportivă Ardeal (ASA) Târgu Mureș – rozwiązany w 2007 roku rumuński klub piłkarski z siedzibą w Târgu Mureș, w środkowej Rumunii. Klub został założony w 1962 roku, a w 2005 roku został rozwiązany na skutek problemów finansowych. W jego miejsce utworzono w 2008 roku FCM Târgu Mureș.

## Sukcesy

### Domowe
- Liga I:
  - wicemistrzostwo (1): 1974/75
- Liga II:
  - mistrzostwo (4): 1966/1967, 1970/71, 1986/87, 1990/91
- Liga III:
  - wicemistrzostwo (1): 2004/2005

### Międzynarodowe
Puchar Bałkan:
- finalista (1): 1973

## Europejskie puchary
Legenda do wszystkich tabel:
- Q – runda eliminacyjna, 1/16, 1/8, 1/4, 1/2 – odpowiednia faza rozgrywek, Grupa – runda grupowa, 1r gr – pierwsza runda grupowa, 2r gr – druga runda grupowa, F – finał, R – runda, PO – play-off
- k. – rzuty karne, los. – losowanie, Dogr. – dogrywka, w. – zasada bramek strzelonych na wyjeździe

| Sezon   | Rozgrywki   | Runda | Przeciwnik     | Dom | Wyjazd | Ogólnie |
| ------- | ----------- | ----- | -------------- | --- | ------ | ------- |
| 1975/76 | Puchar UEFA | 1R    | Dynamo Drezno  | 2–2 | 1–4    | 3–6     |
| 1976/77 | Puchar UEFA | 1R    | Dinamo Zagrzeb | 0–1 | 0–3    | 0–4     |
| 1977/78 | Puchar UEFA | 1R    | AEK Ateny      | 1–0 | 0–3    | 1–3     |